# Серебряной пули нет

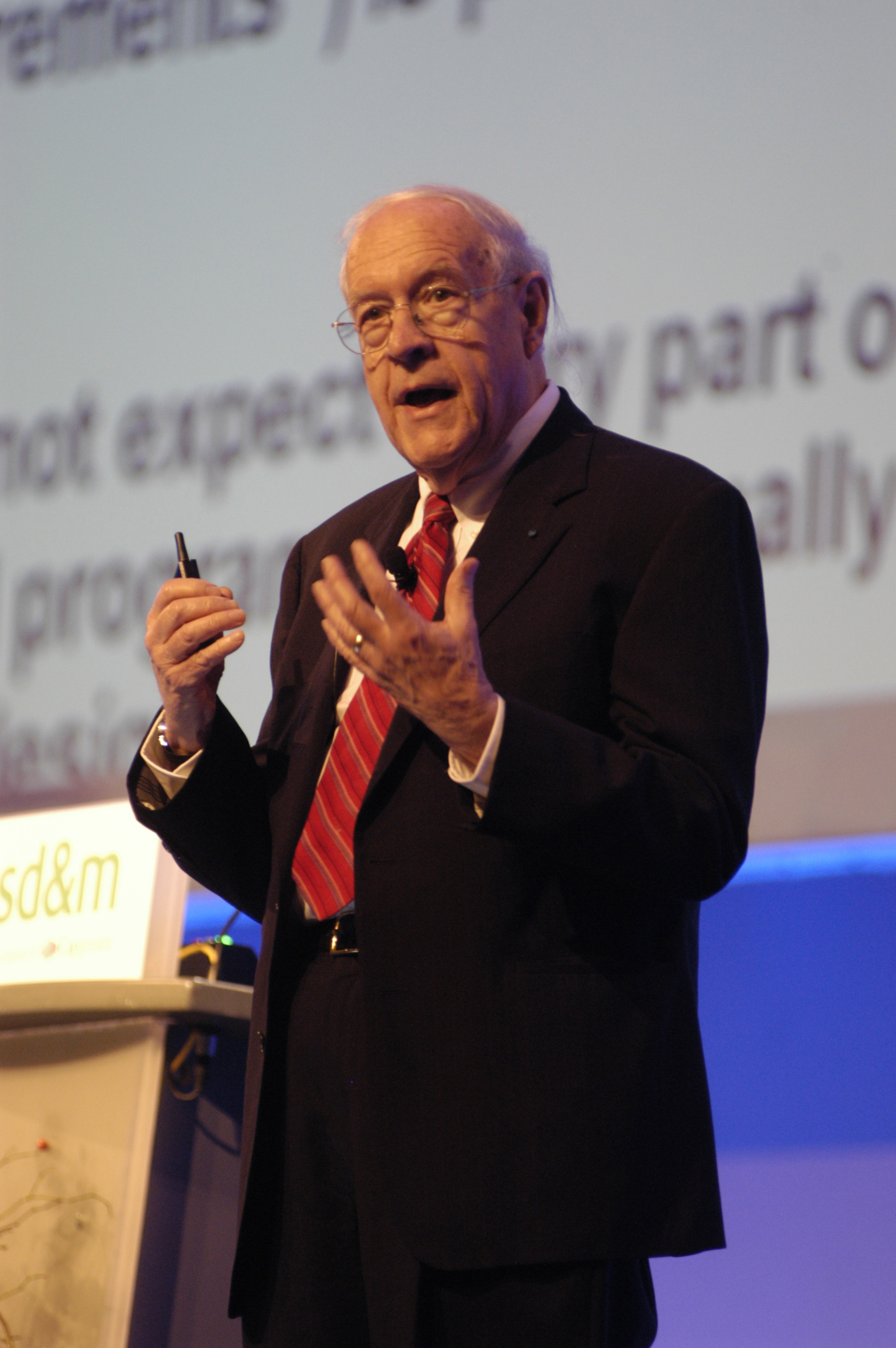
Фредерик Брукс, автор статьи «Серебряной пули нет»

«Серебряной пули нет» (англ. «No Silver Bullet») — широко обсуждавшаяся статья Фредерика Брукса об инженерии программного обеспечения, написанная им в 1986 году. Брукс подчёркивает разницу между побочной сложностью (англ. accidental complexity) и имманентной сложностью (англ. essential complexity) и утверждает, что «ни в одной технологии или в управленческой технике не существует универсального метода, увеличивающего на порядок производительность, надёжность и простоту» (так называемой «серебряной пули»). Он также утверждает, что «мы не можем ожидать увеличения прибыли в два раза каждые два года» при разработке программного обеспечения, как это происходит с разработкой аппаратного обеспечения. Статья, в которой Брукс приводит свои размышления, может быть найдена в юбилейном издании книги «Мифический человеко-месяц».
«серебряная пуля» в фольклоре — единственное оружие против вампиров, вервольфов и прочей мифологической нечисти.

## Описание
Очень важно видеть разницу между побочными и имманентными сложностями. Побочные сложности относятся к проблемам, которые могут быть устранены с развитием программных технологий. Имманентные сложности внутренне присущи природе программного обеспечения, из-за чего создание программных систем всегда будет трудным:

Серебряных пуль не только не видно в настоящее время, но в силу самой природы программного обеспечения маловероятно, что они вообще будут найдены — не будет изобретений, способных повлиять на продуктивность создания, надежность и простоту программного обеспечения так, как электроника, транзисторы и интегральные схемы — на аппаратное обеспечение компьютеров.
Брукс утверждает, что наиболее существенные достижения, позволяющие избавится от побочной сложности, уже сделаны. Среди таких достижений он называет высокоуровневые языки программирования, параллельные вычисления и интегрированные среды разработки.
В то же время Брукс полагает, что совокупный эффект множества других полезных улучшений может давать заметный прирост в производительности труда программистов:

Хотя мы не видим ошеломляющих прорывов и действительно считаем их несвойственными природе программирования, происходит много вселяющих надежды нововведений. Дисциплинированные и последовательные усилия, направленные на их развитие, распространение и использование, действительно могут дать рост на порядок величин. Нет царского пути, но всё же путь есть.
Брукс перечисляет самые важные задачи, которые могут дать значительный эффект в борьбе со сложностью разработки:
- использовать массовый рынок, чтобы избежать создания того, что можно купить;
- использовать быстрое прототипирование как часть итерационного процесса для определения требований к программному обеспечению;
- использовать итеративную и инкрементальную разработку, добавляя к системам все большую функциональность по мере их запуска, использования и тестирования;
- выявлять и растить выдающихся концептуальных проектировщиков.

## Внешние ссылки
- Серебряной пули нет (No Silver Bullet), сокращённая версия  (англ.)